# Ливингстон, Харольд
Харольд Ливингстон (англ. Harold Livingston; 4 сентября 1924, Хейверилл, Массачусетс — 28 апреля 2022, Уэстлейк-Виллидж, Калифорния) — американский писатель и сценарист, который известен как сценарист фильма 1979 года, «Звёздный путь». Другие, в том числе Алан Дин Фостер и Джин Родденберри, также внесли свой вклад в развитие сюжета и сценария фильма. Он также написал девять эпизодов для телесериала 1966 года, «Миссия невыполнима».
До своей карьеры писателя, Харольд работал радистом в авиационных навигационных целях и написал книгу о своих приключениях под названием «No Trophy, No Sword» (с англ. — «Нет трофеев, нет мечей»). Он был одним из основателей израильских ВВС и сыграл важную роль в обеспечении победы Израиля во время арабо-израильской войны 1948 года.
Харольд Ливингстон умер в Уэстлейк-Виллидже, Калифорния, 28 апреля 2022 года в возрасте 97 лет.

## Работа

### Фильмы
- Синий свет эпизод «The Friendly Enemy» (1966)[13]
- К чёрту героев[англ.] (1968)
- Перо и банда отца, эпизод «Two-Star Killer» (1976)[14]
- Перо и банда отца, эпизод «For the Love of Sheila» (1977)[14]
- Звёздный путь (1979)
- На одном крыле и молитве (2015) [появляется как сам в этом документальном фильме]

### Сериалы
- Миссия невыполнима (1970—1972) (сценарист) 9 эпизодов
- Менникс[англ.] (1974) (сценарист) 2 эпизода
- Звёздный путь: Фаза II (1978) (исполнительный продюсер) планировалось